# Charles Renard
Charles Renard, född 1847, död 1905, var en fransk ingenjör och uppfinnare. Han och ingenjör Arthur Constantin Krebs byggde ett av världens första luftskepp La France.

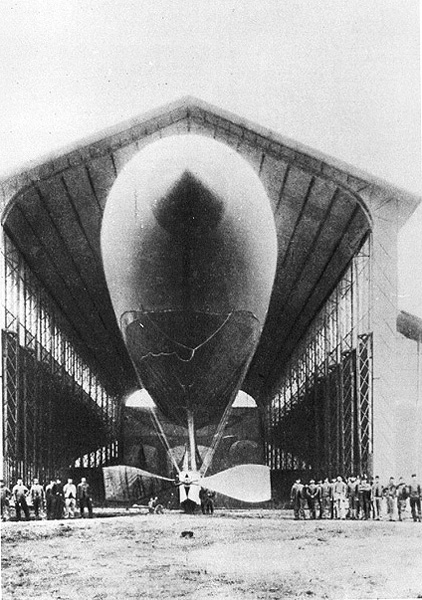
Luftskepp La France